# Jan Noha (spisovatel)
Jan Noha (26. listopadu 1908, Benešov – 19. ledna 1966, Praha) byl  básník a spisovatel levicové orientace.

## Život

### Původ a vzdělání
Vyrůstal v bídě, měl čtyři sourozence, během první světové války ztratila rodina živitele. Tři roky se vzdělával v benešovské měšťanské škole, poté se krátce učil pekařem. V letech 1922–1926 se vyučil sazečem v Landfrasově tiskárně v Jindřichově Hradci. S výučním listem odešel do Prahy, kde zakusil nezaměstnanost, poté se živil jako dělník, později byl sazečem nejprve v Průmyslové tiskárně a poté ve Státní tiskárně. Další jeho osudy jsou spojeny s komunistickou stranou.
S marxismem Nohu seznámil Václav Čedík-Antar, vůdce levicové mládežnické organizace zvané Internacionální socialistická asociace woodcrafterů (=ISAW, též Junáci přírody a práce). I Noha spolu se starším bratrem Rudolfem se stal jejím členem a právě tato organizace vydala jeho první sbírku básní nazvanou běžící pás (záměrně s malým písmenem na začátku, a to díky Čedíkově vlivu, neboť Čedík byl krom jiného také propagátorem tzv. fonetického pravopisu). Sbírka se i podtitulem přímo hlásila k proletářské poezii. Noha též začal psát do komunistického tisku (Rudé právo, Rudý večerník, Tvorba aj.). V roce 1936 se stal členem levicové literární skupiny Blok, spolu s Bedřichem Václavkem a dalšími. Stal se též redaktorem časopisu U, který tato skupina vydávala. Odešel však z její redakce v roce 1937 po sporech se Stanislavem Kostkou Neumannem. V otevřené polemice týkající se stalinských procesů a knihy André Gida Návrat ze Sovětského svazu totiž Noha hájil právo na uměleckou svobodu a právo na kritiku Sovětského svazu.[zdroj?]  Za to byl vyloučen z Komunistické strany a tento rozkol také vedl k tomu, že se na okamžik Nohova poezie stala intimnější a méně politickou. 

### Po válce
S komunisty se znovu sblížil po druhé světové válce a zůstal na stalinistické platformě i během politických procesů 50. let (s vysokými tresty obviněných veřejně souhlasil). V roce 1945 se stal dělnickým ředitelem Státní tiskárny a tuto funkci zastával do roku 1952. V letech 1956–1963 působil v ústředním výboru Svazu československých spisovatelů, na tuto funkci byl zvolen druhým sjezdem Svazu československých spisovatelů, konaném ve dnech 22.–29. dubna 1956. Na celostátní konferenci O životě a díle S. K. Neumanna, konané 7.– 8. února 1956 sebekriticky zhodnotil svůj předválečný postoj k S. K. Neumannovi. V poválečné době byly sbírky i příspěvky J. Nohy mimořádně zpolitizované a útočné, haněly mj. emigraci a jiné „nepřátele socialismu“ (zejm. Čtyři hlavy uťaté aneb I vlas má svůj stín).. V roce 1959 nastoupil do Státního nakladatelství dětské knihy jako redaktor, což souviselo s jeho zájmem o poezii pro děti, kterou začal tvořit v 50. letech. Rovněž překládal z ruštiny, francouzštiny a řečtiny.
V roce 1946 podepsal prokomunistické „Májové poselství kulturních pracovníků českému lidu!“ publikované před květnovými volbami do Ústavodárného Národního shromáždění. Tento předvolební manifest komunistů podepsalo celkem 843 kulturních pracovníků a komunisté volby vyhráli. Později podepsal prokomunistickou výzvu Kupředu, zpátky ni krok!, jež byla vydána dne 25. února 1948 pro podporu komunistického převratu. V letech 1954–1961 spolupracoval Noha se Státní bezpečnosti a byl evidován v registračních protokolech – nejen pod krycím jménem Janovský. Z těchto  seznamů vyškrtnut nebyl. 
Na počest Jana Nohy jsou pojmenovány dvě ulice: první se nachází  v Ostravě (od roku 1978), druhá  v Benešově (od roku 2012).
Vyptáváš se mě, jak jsem žil. Co říci? Med ticha stáčíš do sklenic. Jakýsi vítr vane z žil a svíci tiskne na chladná ústa okenic..
Jan Noha, Zapomenuté básně

## Dílo
Jeho básně byly často publikovány v různých výborech (například):
- SSSR v československé poesii (1950)

- Čeští spisovatelé korejským dětem (1952)
- Básnický alamanach (roku 1956 a 1957)
- Domove líbezný (1954)

K samostatným sbírkám patřily (například):
- Běžící pás (1932) – prvotina. Prezentována jako proletářská poezie napsaná dělníkem, jen „prožil válku, bídu, hlad“.
- Pro žízeň života (1933) – druhá, kultivovanější sbírka dedikována„ "otci a matce, zabitým válkou, žízni a hladu...“
- Spodní prameny (1934) – třetí sbírka obsahuje verše obdivu k Georgi Dimitrovovi
- Dvanáct májů (1938) –  čtvrtá sbírka obsahuje verše s výrazem krize ve skupině Blok.

- Pastorale (1939) – jednalo se již o jeho pátou sbírku
- Myšlený kruh (1942)
- Slovo mé prostři se (1944)
- Mladá srdce (1953)
- Čtyři hlavy uťaté (1954)
- Břehy a vlny (1955)
- O nás s námi čili Mudrogramy aneb Zdravím vás (1955)
- Moje sonety (1957)
- Básně (1958)

Věnoval se převážně poezii pro děti a mládež (například):
- Jak třešničky na míse (1956)
- Velké věci maličkých (1958)
- Duhové barvy (1963)
- Cesta do Veselí (1970)
- Každý má někoho (1981)
- Buď rád (1983)

Posmrtně vydané:
- Kartinky (1972)
- Zlomeno půlnocí (1967)
- Člověk člověku (1982)
- Zapomenuté básně (k 100. výročí narození básníka, 2008), ISBN 978-80-86320-57-1

## Rodina
Jan Noha byl dvakrát ženat, první žena Amálie Svatáková zemřela mladá, druhá žena Jitka Nohová, rozená Nebušková byla dcerou klavíristky Růženy Nebuškové-Podhajské a JUDr. Otakara Nebušky a neteří výtvarnice Minky Podhajské. Nohovy děti jsou: Ota Bigagli roz. Nohová, písničkář Jakub Noha a bubeník Jan Noha.

## Místní informace
Mezi spisovateli v té době bylo všeobecně známo, [zdroj?]že Noha byl dobrý člověk. Mnohým svým kolegům pomáhal, kdykoli to bylo možné, ke svým podřízeným ve Státní tiskárně i SNDK byl spravedlivý a laskavý. Tuto skutečnost potvrdil PhDr. Erich Renner z Benešova, u příležitosti nedožitých 100. narozenin autora, jelikož Renner osobně pamatoval některé Nohovy spolupracovníky a lidi, jimž pomohl.[zdroj?] Jan Noha nebyl agentem Státní bezpečnosti. Tato ho pouze oslovila, ale ke spolupráci nikdy nedošlo. Jako mnoho jiných lidí figuruje v seznamech neprávem.  PhDr. Erich Renner, znalec Nohova díla i samotného básníka, vysvětluje jeho postoj strachem o život – básník měl v té době rodinu a tři malé děti. Existuje také domněnka, že k sepsání některých děl byl nepřímo donucen.